# Loxigilla violacea
Loxigilla violacea là một loài chim trong họ Thraupidae.